# 贾代儒
贾代儒，《红楼梦》人物，贾家第二代庶流子弟，擔任府中司塾。贾瑞的祖父，由于儿子、儿媳均早逝，所以他对贾瑞的管教十分严格，不许贾瑞在外多走一步，生怕贾瑞非饮即赌。一旦夜不回家，便重罚之。当贾瑞被王熙凤的相思局害死之后，哭得死去活来。